# G.S. Ariosto Pallamano Ferrara
Il Gruppo Sportivo Ariosto Pallamano Ferrara, conosciuta come Securfox Ariosto Ferrara per motivi di sponsorizzazione, è una società di pallamano femminile di Ferrara che attualmente milita in Serie A1 femminile.

## Storia
La sua nascita è strettamente legata al Liceo Classico Ariosto, dove la professoressa Luciana Pareschi avviò l'insegnamento della pallamano, portando le studentesse a competere e vincere titoli nazionali nei Giochi della Gioventù. 
Dopo i successi scolastici, la squadra si costituì come società sportiva, scalando rapidamente le categorie fino a raggiungere la Serie A1. Negli anni '80 e '90, l'Ariosto Ferrara si distinse nel panorama nazionale, partecipando anche a competizioni europee come la Coppa delle Coppe.
Nonostante alcune retrocessioni negli anni '90, la società ha continuato a investire nel settore giovanile, garantendo una presenza costante nei campionati nazionali. Attualmente, l'Ariosto Pallamano Ferrara milita in Serie A1 femminile e vanta un settore giovanile con oltre 100 atlete, partecipando a vari campionati giovanili. 
Nel 2015, la società ha avviato un progetto di pallamano integrata, promuovendo l'inclusione di persone con disabilità insieme a normodotati, sottolineando l'impegno sociale oltre che sportivo dell'Ariosto Ferrara.

## Rosa 2024-2025

### Giocatrici
|    | Naz.                 | Ruolo | Sportivo                | Anno |  |  |
| -- | -------------------- | ----- | ----------------------- | ---- |  |  |
| 12 | Italia (bandiera)    | P     | Gabriela Vitale         | 2001 |  |  |
| 23 | Uruguay (bandiera)   | P     | Noelia Artigas          | 1989 |  |  |
| 99 | Italia (bandiera)    | P     | Beatrice Tasinato       | 2005 |  |  |
| 3  | Italia (bandiera)    | T     | Yvana Djiogap           | 2003 |  |  |
| 5  | Croazia (bandiera)   | A     | Chiara Ferrara          | 2001 |  |  |
| 6  | Italia (bandiera)    | T     | Anna Magri              | 2008 |  |  |
| 10 | Italia (bandiera)    | A     | Aurora Janni            | 2005 |  |  |
| 17 | Estonia (bandiera)   | T     | Polina Gorbatsjova      | 2002 |  |  |
| 21 | Argentina (bandiera) | T     | Macarena Gandulfo       | 1993 |  |  |
| 24 | Uruguay (bandiera)   | PV    | Maria Fernanda Marrochi | 1988 |  |  |
| 30 | Italia (bandiera)    | T     | Chiara Badiali          | 2008 |  |  |
| 31 | Italia (bandiera)    | T     | Irene Guarelli          | 2008 |  |  |
| 53 | Italia (bandiera)    | A     | Elena Baglioni          | 2005 |  |  |
| 55 | Italia (bandiera)    | A     | Viviana Ottani          | 2005 |  |  |
| 68 | Italia (bandiera)    | A     | Emma Travagli           | 2004 |  |  |
| 71 | Italia (bandiera)    | A     | Luciana Fabbricatore    |      |  |  |
| 77 | Italia (bandiera)    | A     | Katia Soglietti         | 1977 |  |  |

### Staff
- Allenatore:  Lucas Vitale
- Vice allenatore:  Giovanni Tieghi
- Fisioterapista:  Giovanni Monguzzi

## Ex-giocatrici
- Svetlana Kitić (1991/92)[2][3][4] Nel 2010, è stata votata miglior giocatrice di pallamano dalla International Handball Federation.[5]
- Gina Oprea[6]